# Кашина Вињаса (Бијела)
Кашина Вињаса је насеље у Италији у округу Бијела, региону Пијемонт.
Према процени из 2011. у насељу је живело 18 становника. Насеље се налази на надморској висини од 263 м.